# Links (golfbane)
Links er den ældste type golfbane og blev først udviklet i Skotland, golfens hjemland. Linksbaner ligger ved kystområder på sandet jord og ofte blandt sandklitter med få vandhasarder og få (ofte ingen) træer. Dette genspejler både naturen i landskabet, hvor spillet opstod, og det faktum at banearkitekter på den tid havde begrænsede midler til rådighed, samt at gravning måtte gøres med håndkraft og derfor blev holdt på et minimum.
Udfordringerne ved golf på linksbaner kan deles i to. For det første: banernes egen natur, som ofte karakteriseres af ujævne fairways, tyk rough og små, dybe bunkere. For det andet, på grund af beliggenheden ved kysten, er mange linksbaner præget af kraftig vind. Dette påvirker spillestilen og favoriserer golfspillere som kan slå lave, præcise slag. Fordi mange linksbaner består af ni huller som spilles langs kysten i én retning og ni huller som spilles tilbage langs kysten i den modsatte retning, må spillerne ofte kæmpe med modsat vindretning i hver halvdel af runden.
Linksbaner er mest almindelige i Storbritannien, specielt i Skotland, og Irland. The Open Championship spilles alltid på linksbaner, og dette skiller den ud fra de andre major-turneringer, som spilles i USA. Det findes også linksbaner i andre lande, herunder baner i USA som f.eks. Pebble Beach Golf Links i Californien og Whistling Straits i Wisconsin.

## Berømte linksbaner
De fleste af de mest berømte linksbaner ligger i England, Skotland, Irland og Nordirland. Blandt disse er:
- Ballycastle Golf Club, Nordirland
- Ballyliffin Golf Club, Irland
- Carnoustie Golf Club, Skotland
- Castlerock Golf Club, Nordirland
- Lahinch Golf Club, Irland
- Muirfield, Skotland
- St Andrews Links, Skotland
- Portmarnock Golf Club, Irland
- Portstewart Golf Club, Nordirland
- Royal Birkdale Golf Club, England
- Royal County Down Golf Club, Nordirland
- Royal Dublin Golf Club, Irland
- Royal Liverpool Golf Club, England
- Royal Lytham & St Annes Golf Club, England
- Royal Portrush Golf Club, Nordirland
- Royal St George's Golf Club, England
- Royal Troon Golf Club, Skotland
- Turnberry, Skotland

Danmarks eneste linksbane er Fanø Golf Links.